# Hallensia
La hallensia (gen. Hallensia) è un mammifero erbivoro estinto appartenente ai perissodattili. Visse nell'Eocene medio (circa 50 milioni di anni fa) e i suoi resti fossili sono stati ritrovati in Europa (Francia e Germania).

## Descrizione
Questo animale era di dimensioni relativamente modeste, e non doveva superare di molto il mezzo metro al garrese. Il corpo relativamente robusto era sorretto da lunghe zampe dotate di quattro dita. In generale, l'aspetto doveva richiamare quello degli attuali cefalofi (gen. Cephalophus), anche se la morfologia doveva essere leggermente più robusta. Al contrario di altri perissodattili dello stesso periodo, come Propalaeotherium, Hallensia era dotata di molari bunodonti, dalla corona particolarmente bassa, e selenolofodonti, simili a quelli dei tapiri.

## Classificazione
Hallensia venne descritto per la prima volta nel 1986 da Franzen, che inizialmente attribuì i fossili a un animale simile a Phenacodus, nel gruppo dei condilartri. In seguito alla scoperta di uno scheletro completo trovato a Messel, lo studioso riclassificò Hallensia come un perissodattilo basale, anche se si astenne dall'attribuirlo a una famiglia. Suggerì però possibili parentele con gli iracoterini (gen. Hyracotherium). 

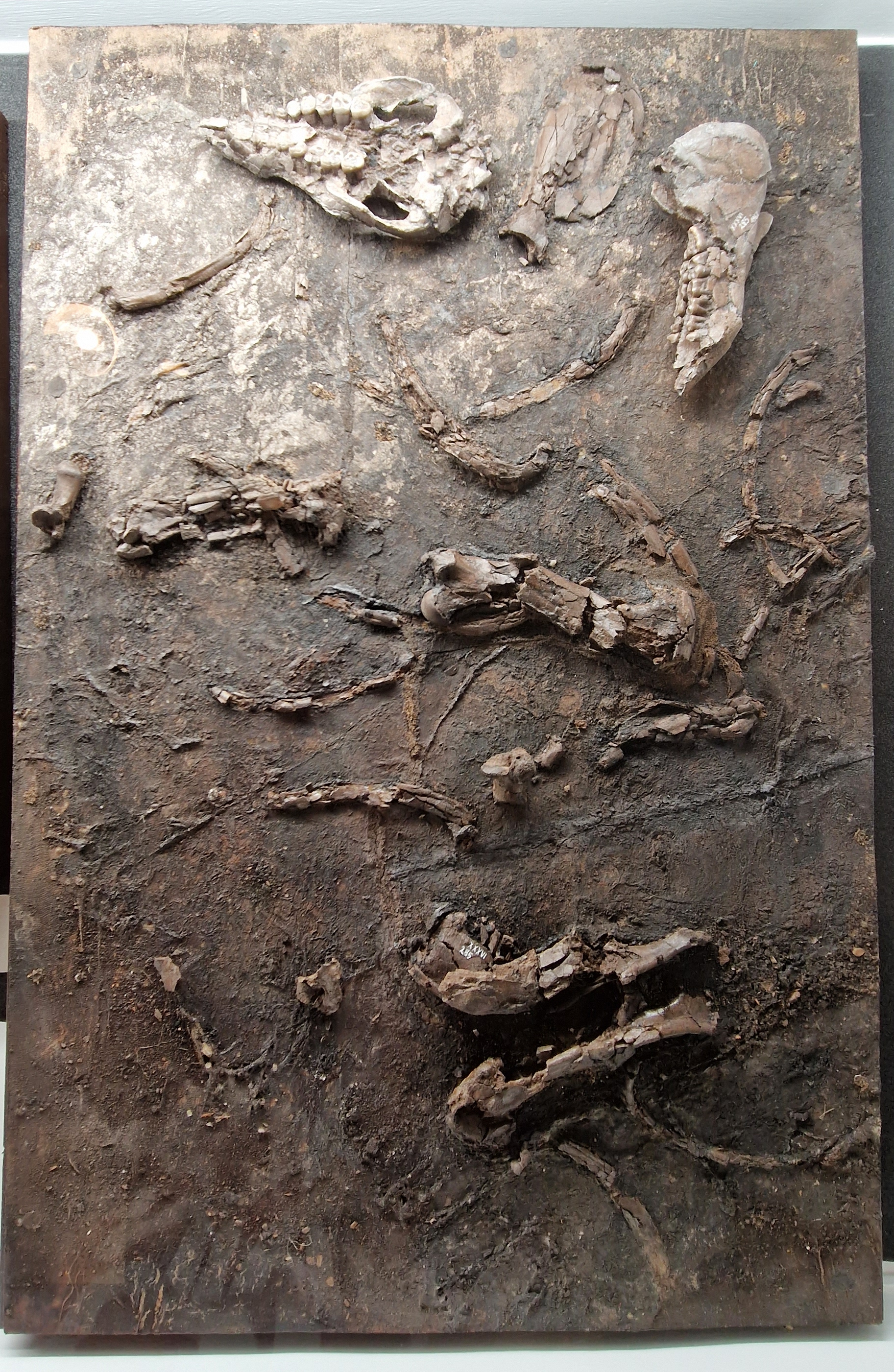
Fossile di Hallensia proveniente dalla Geiseltal

Altri studi (Bajpai et al., 2006) indicherebbero che Hallensia potrebbe essere un rappresentante dei cambayteridi (Cambaytheriidae), un'enigmatica famiglia di ungulati arcaici dall'incerta collocazione sistematica: alcuni studiosi ritengono questi animali rappresentanti primitivi dei perissodattili, altri li ritengono più affini agli antracobunidi. La specie tipo, Hallensia parisiensis, è stata ritrovata nel Bacino di Parigi, mentre i fossili più completi rinvenuti a Messel sono stati attribuiti a un'altra specie, Hallensia matthesi.